# 파라알데하이드
파라알데하이드(paraldehyde) 또는 파라아세트알데하이드(paracetaldehyde)는 아세트알데하이드 3분자가 모여 만들어진 고리 삼량체이다. 각 탄소에서 수소 원자가 메틸기로 대체된 1,3,5-트리옥산의 유도체이다. 대응하는 사량체는 메트알데하이드이다. 파라알데하이드는 무색의 액체이며, 물에는 조금 녹고 에탄올에 잘 녹는다. 공기 중에서 조금씩 산화되어 갈색으로 변하며 아세트산의 냄새를 낸다. 플라스틱이나 고무와 빠르게 반응한다.
산업 분야에서 활용되기도 하며, 의학 분야에서는 진정제, 수면제, 항경련제 등으로 쓰이기도 한다.